# Liwonde

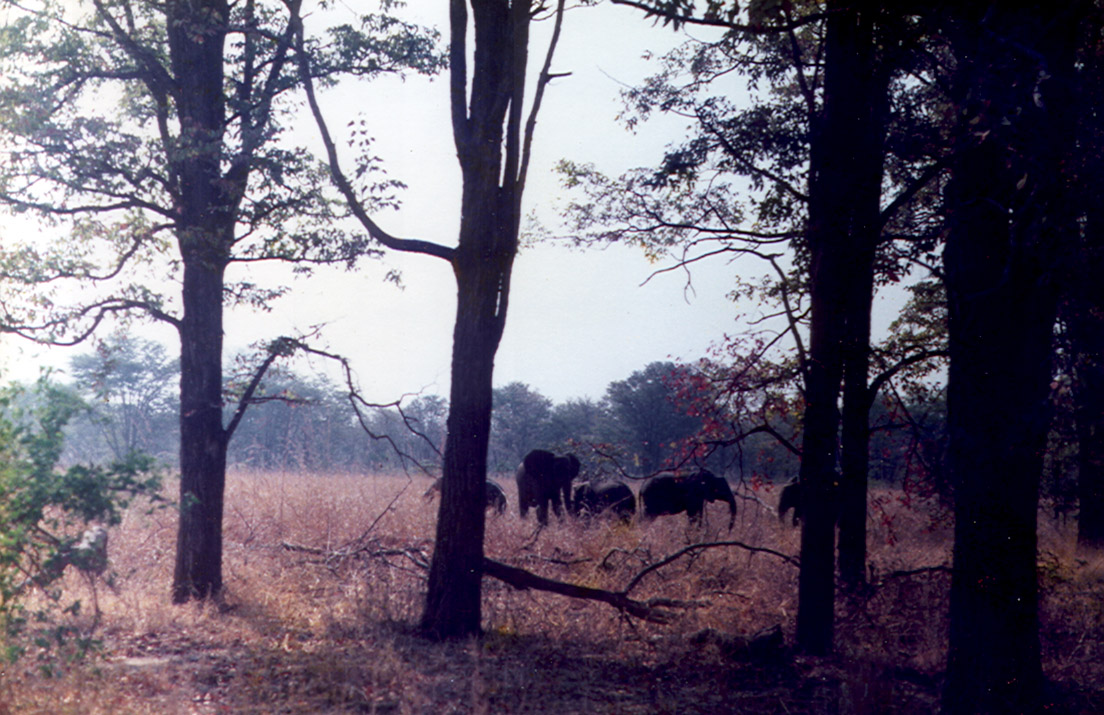
Elefanten im Liwonde-Nationalpark

Liwonde ist eine Stadt mit 36.421 Einwohnern (Volkszählung 2018) in Malawi. Sie liegt auf 560 Metern Höhe am Shire-Fluss am Fuße des nördlichen Endes des Shire-Hochlandes und in der Nähe eines Nationalparks. Dieser erstreckt sich von der Strecke Nkaya–Nayuchi der malawischen Eisenbahn im Süden am Shire-Fluss entlang nach Norden bis zum Malombesee.
Die Stadt verfügt über ein 1000-m-Flugfeld, Grund- und Sekundarschulen, ein 100-Betten-Krankenhaus, Post und Tankstelle.
Der Liwonde-Nationalpark besteht aus Busch- und Baumsavanne sowie weitflächigen sumpfigen Auen am hier mäandernden Fluss und einem verwilderten Ufer am See. Im Park stehen einfache Rundhütten für Übernachtungen mit Selbstverpflegung bereit. Neuerdings gibt es die Mvuu Wilderness Lodge für den gehobenen Tourismus. Zu sehen sind zahlreiche Vogel- und Gazellenarten, Zebras, Elefanten, Löwen, Leoparden, Geparden, Krokodile, Flusspferde und Warzenschweine. Der Park – offiziell ein Schutzgebiet – ist sehr langgestreckt. Der Shire-Fluss bildet im Park ein Marschgebiet. Der Liwonde-Nationalpark ist ein Refugium für Tiere in der Trockenzeit, da der Shire ganzjährig Wasser führt. In der Regenzeit wandern viele der Tiere bis nach Mosambik.
Neben dem Liwonde-Nationalpark gibt es das Vogelschutzgebiet Liwonde Hills Forest Reserve.